# Sorgtangara
Sorgtangara (Rhopospina fruticeti) är en fågel i familjen tangaror inom ordningen tättingar.

## Utseende och läte
Sorgtangaran är en kraftig finkliknande fågel med vacker fjäderdräkt. I alla dräkter har den smala med tydliga vita vingband, olikt andra liknande arter. Hanen har gul näbb, varierande mängd svart på ansikte och bröst samt svart streckning på ryggen. Honan är rätt avvikande, med en varmbrun kindfläck, skäraktig näbb och mörk streckning under.

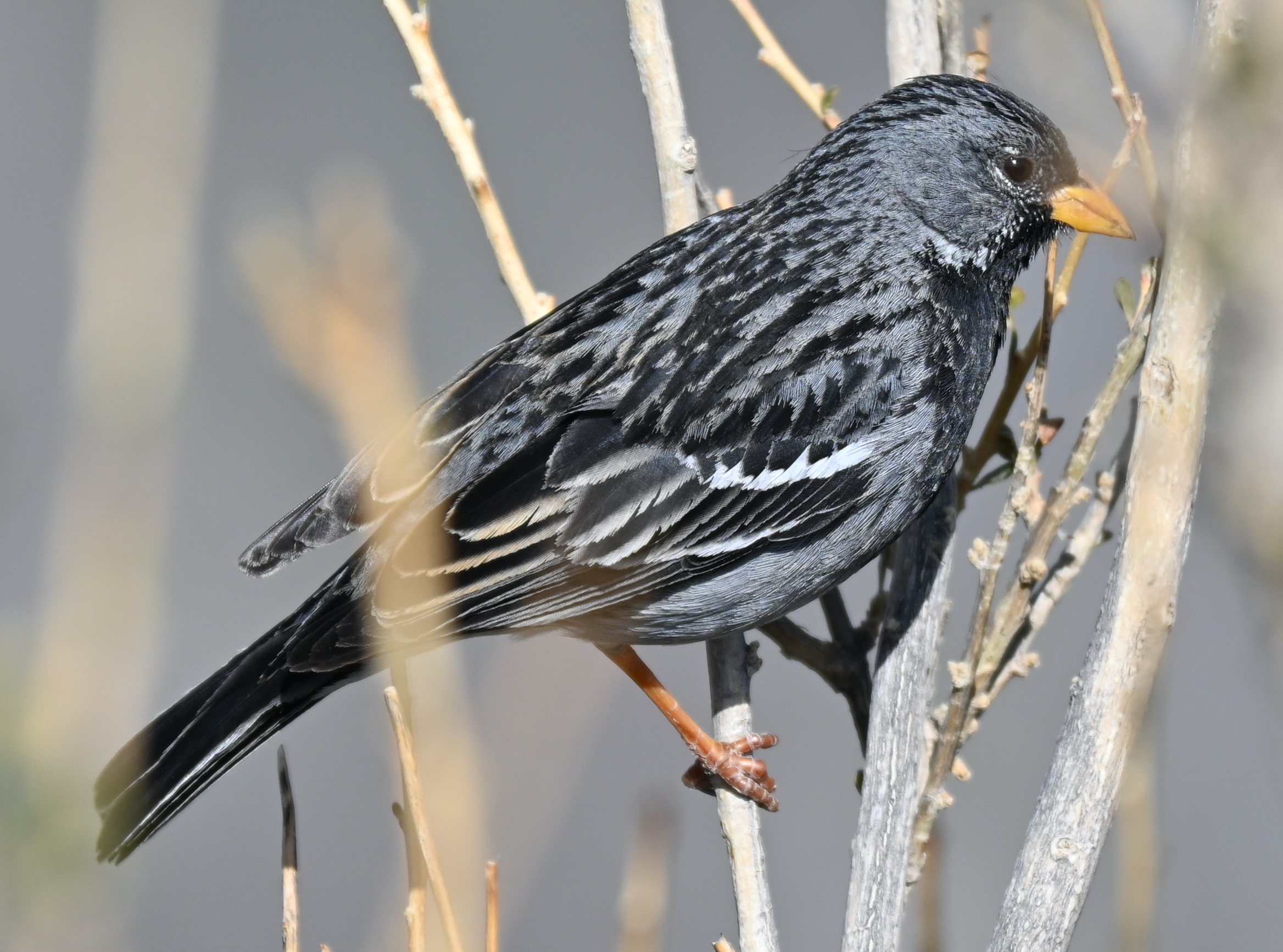
Hane.

## Utbredning och systematik
Sorgtangara förekommer i Anderna och delas in i tre underarter med följande utbredning:
- fruticeti/peruvianus-gruppen
  - Rhopospina fruticeti peruvianus – norra Peru till Bolivia (La Paz och Cochabamba)
  - Rhopospina fruticeti fruticeti – sydvästra Bolivia till södra Chile och södra Argentina
- Rhopospina fruticeti coracinus – Bolivia (västra Oruro och Potosí)

### Släktestillhörighet
Sorgtangaran placeras traditionellt med sierratangarorna i Phrygilus. Flera DNA-studier har dock visat att arten tillsammans med lärktangaran och koltangaran är mycket avlägset släkt från övriga arter i Phrygilus och närmare camposfinken (Porphyrospiza caerulescens). Dessa placeras därför vanligen i ett och samma släkte, där Rhopospina har prioritet. Andra placerar den som ensam art i släktet, behåller camposfinken i Porphyrospiza och för koltangaran och lärktangaran till egna släktet Corydospiza.

### Familjetillhörighet
Liksom andra finkliknande tangaror placerades denna art tidigare i familjen Emberizidae. Genetiska studier visar dock att den är en del av tangarorna.

## Levnadssätt
Sorgtangaran hittas i buskiga områden i stäppmiljö, ofta runt byar och på odlingsterrasser. Ibland kan den ses i flockar om 100-tal individer, ofta tillsammans med andra fröätande fågelarter.

## Status
Arten har ett stort utbredningsområde och beståndet anses stabilt. Internationella naturvårdsunionen IUCN listar den därför som livskraftig (LC).